# عسل‌خوار کالدونیای جدید
عسل‌خوار کالدونیای جدید (نام علمی: Myzomela caledonica) نام یک گونه از سرده عسل‌خوارهای کوتوله است.